# The Great Mouse Detective
The Great Mouse Detective (Basil, el ratón superdetective en España; Policías y ratones en Hispanoamérica) es un largometraje animado de Walt Disney Pictures, vigésimo sexto título del canon de Walt Disney Animation. Basado en el libro infantil Basil of Baker Street, escrito por Eve Titus, se estrenó en cines el 2 de julio de 1986. 
Tanto esta película como Oliver y su pandilla (1988) trajeron consigo un renovado interés por el departamento de animación de Disney, ya que prácticamente salvaron a la compañía de su cierre, convirtiéndose en precursoras del posterior Renacimiento de Disney.

## Sinopsis
Ambientada en Londres de la  época victoriana, la historia enfrenta al detective Basil de la Calle Baker, el Sherlock Holmes del mundo de los ratones, contra su loco y diabólico archienemigo, el Profesor Rátigan. La aventura comienza cuando el padre de Olivia Flaversham, una joven ratona, es raptado por el secuaz de Rátigan, el murciélago Fidget. Es entonces cuando Basil, su nuevo compañero el Dr. Dawson y un adorable perro llamado Toby, se embarcan en una misión de rescate llena de acción, aventuras, misterio, fantasía y comedia. Luego de acudir en su ayuda, Basil y Dawson dejan que Olivia se les una para resolver su caso y encontrar a su padre. Éste por su parte, es forzado a crear una máquina, siendo supervisado por el propio Rátigan. Éste manda a Fidget a buscar unas cosas y momentos después, en su gran fortaleza, Ratigán les explica a sus secuaces su plan: En Vísperas del 60 aniversario de la Reina, piensa reemplazarla con la máquina parecida a ella y convertirse en rey. Basil, Dawson y Olivia van con Toby, a la juguetería y descubren que alguien estuvo entre los juguetes. Fidget los sorprende, se lleva a Olivia y logra escapar, dejando a Basil con las ganas de atraparlo. Ellos van de vuelta a la Calle Baker. Rátigan encierra a Olivia y revisa que todo lo que mandó estuviese. Fidget perdió la lista y es entregado como comida para la gata Felicia (mascota de Rátigan). Pero a Rátigan se le ocurre una idea en el último momento y decide soltarlo. Basil, luego de hacer un experimento químico para descubrir de donde era la nota, va junto con Dawson a una taberna vulgar a investigar. Luego de presenciar un número de actos, ven a Fidget y lo siguen a través de las tuberías y alcantarillas. Al llegar, ven a Olivia atrapada pero caen en una trampa (Fidget se disfrazó de Olivia para engañarlos) y son puestos en una trampa para ratones, mientras Rátigan explica como piensa deshacerse de ellos. Él se va con Fidget en su dirigible a poner en cabo su plan. Dawson alienta a Basil a escapar y éste, luego de lamentarse, reacciona y logran salvarse de la trampa y a la vez, liberan a Olivia y van al Palacio de Buckingham a detener a Rátigan. Éste, luego de secuestrar a la Reina y proclamarse rey, dicta sus primeras normas. En eso, la máquina se pone fuera de control, ya que Basil controla la máquina dando a ver que es una trampa de Rátigan a los presentes. Se produce una serie de altercados, pero Fidget se libera y secuestra a Olivia y se va junto con su amo en su dirigible. Mientras, Felicia es perseguida por Toby hasta llegar a una barda, donde ella logra ponerse a salvo; creyendo haberse librado de todo peligro, Felicia salta del otro lado de la barda y muere devorada por los perros de la Guardia Real, los cuales residían del otro lado. A la par, Basil, Dawson y Flaversham siguen a Ratigan con globos, produciéndose una persecución en los cielos de Londres hasta chocar con el reloj del Big Ben. Dentro de los mecanismos del reloj, Basil rescata a Olivia y tratan de salir, pero Rátigan (atrapado y en un ataque de furia) se suelta y sube por los mecanismos del reloj dejando salir la rata que llevaba dentro. Él atrapa a Basil y los dos pelean. Rátigan saca sus garras y rasguña a Basil. Éste, cae en los restos del dirigible y cuando el reloj apunta la hora, suenan las campanas y el ruido hace que Rátigan caiga, pero se sujeta de Basil y ambos caen al vacío. Olivia llora pensando lo peor, hasta que Basil aparece pedaleando la hélice del dirigible y es rescatado ante la alegría de Dawson y los Flaversham. Al día siguiente, son condecorados por la Reina, y se despiden de los Flaversham. Instantes después, llega una cliente que solicita ayuda a Basil y este le presenta a Dawson como su compañero (dando entender que quiere que Dawson trabaje con él y este acepta). Acto seguido, mientras Toby escucha las hipótesis de Basil, Dawson termina su monólogo diciendo que ese fue el primero de muchos casos que tuvo con su amigo y que recuerda con cariño ya que le permitió conocer a Basil, el Gran Ratón Detective.

## Críticas
La película fue recibida generalmente con críticas positivas, debido a su animación, personajes principales y villano, y con el paso del tiempo se ha ganado una buena reputación entre los filmes animados de intriga y aventuras, haciéndola actualmente recomendable y emitida regularmente por televisión. Además, la película trajo un éxito financiero tras el fracaso de The Black Cauldron (1985). Como tal, la nueva dirección de la compañía estaba convencida de que su departamento de animación era todavía una empresa viable y esto preparó el escenario para el Renacimiento de Disney.

## Reparto
El doblaje en español (1986) estuvo a cargo del mexicano Francisco Colmenero. Este doblaje es usado y distribuido en todos los países de habla hispana en la actualidad.
En 2006, el doblaje catalán fue grabado en Televisión de Cataluña, aunque unos pocos actores originales mantienen sus voces inglesas mientras cantan.
| Personaje                     | Actor original                                  | Actor/Actriz doblaje Hispanoamérica       | Actor/Actriz doblaje Cataluña                      |
| ----------------------------- | ----------------------------------------------- | ----------------------------------------- | -------------------------------------------------- |
| Basil                         | Barrie Ingham                                   | Raúl de la Fuente                         | Sergio Zamora                                      |
| Dr. Dawson                    | Val Bettin                                      | Esteban Siller Garza                      | Domenèch Farell                                    |
| Profesor Rátigan              | Vincent Price                                   | Narciso Busquets                          | Jordi Royos Vincent Price (canción)                |
| Olivia Flaversham             | Susanne Pollatschek                             | Vanessa Garcel                            | Berta Cortés                                       |
| Fidget                        | Candy Candido                                   | Arturo Mercado                            | Mark Ullod                                         |
| Sra. Judson                   | Diana Chesney                                   | Beatriz Aguirre                           | Marta Martorell                                    |
| Reina Ratonia                 | Eve Brenner                                     | Nancy MacKenzie                           | María Luisa Solá                                   |
| Flaversham                    | Alan Young                                      | Luis Bayardo                              | Jaume Comas                                        |
| Sherlock Holmes               | Basil Rathbone                                  | Raúl de la Fuente                         | Àlex Messeguer                                     |
| Watson                        | Laurie Main                                     | Esteban Siller Garza                      | Ramon Canals                                       |
| Sra. Ratón                    | Shani Wallis                                    | Diana Santos                              | Mercè Segarra                                      |
| Camarera del Bar              | Ellen Fitzhugh                                  | Sylvia Garcel                             | Mercè Segarra                                      |
| Ciudadano                     | Walker Edmiston                                 | Francisco Colmenero                       | Jaume Costa                                        |
| Bartolomé                     | Barrie Ingham                                   | Francisco Colmenero                       | Amadeu Aguado Barrie Ingham (canción)              |
| Secuaz de Ratigan 1           | Walker Edmiston                                 | Francisco Colmenero                       | José María Ullod Walker Edmiston (canción)         |
| Secuaz de Ratigan 2 (lagarto) | Wayne Allwine                                   | Eduardo Tejedo                            | Quim Roca Wayne Allwine (canción)                  |
| Secuaz de Ratigan 3           | Tony Anselmo                                    | Raúl Aldana                               | Joan Pera Tony Anselmo (canción)                   |
| Secuaz de Ratigan 4           | Charles Fleischer                               | Ricardo Silva                             | Quim Sota Charles Fleischer (canción)              |
| Guardia                       | Val Bettin                                      | Jesús Barrero Andrade                     | Eduard Doncos                                      |
| Tipo del bar                  | Candy Candido                                   | Francisco Colmenero                       | José María Zamora                                  |
| Ratoncita Cantante            | Melissa Manchester                              | Bianca Guerra                             | Marta Barbará Melissa Manchester (canción)         |
| Narrador                      | Val Bettin                                      | Esteban Siller Garza                      | Eduardo Doncos                                     |
| Voces adicionales             | Charles Fleischer Jim Cummings Maurice Lamarche | Carlos Segundo Álvaro Tarcicio Jorge Roig | Óscar Múñoz Albert Trifol Segarra Xavier Fernández |

## Títulos en diferentes lenguas
| \| País \| Título \| Fecha de Estreno \| \| ----------------------- \| --------------------------------------------- \| ----------------------- \| \| Estados Unidos \| The Great Mouse Detective \| 2 de julio de 1986 \| \| Reino Unido \| Basil, the Great Mouse Detective \| 10 de octubre de 1986 \| \| Francia \| Basil, détective privé \| 26 de noviembre de 1986 \| \| Suecia \| Mästerdetektiven Basil Mus \| 28 de noviembre de 1986 \| \| Canada \| Basil, le grand détective des souris \| 2 de diciembre de 1986 \| \| Alemán \| Basil, der große Mäusedetektiv \| 4 de diciembre de 1986 \| \| Dinamarca \| Mesterdetektiven Basil Mus \| 5 de diciembre de 1986 \| \| España \| Basil, el ratón superdetective \| 5 de diciembre de 1986 \| \| Países Bajos \| De Speurneuzen \| 18 de diciembre de 1986 \| \| Finlandia \| Basil Hiiri – Mestarietsivä \| 19 de diciembre de 1986 \| \| Portugal \| Rato Basílio - O Grande Mestre dos Detectives \| 19 de diciembre de 1986 \| \| Brasil \| As Peripécias do Ratinho Detetive \| 25 de diciembre de 1986 \| \| Italia \| Basil l'investigatopo \| 16 de abril de 1987 \| \| México e Hispanoamérica \| Policías y ratones \| 2 de jullo de 1987 \| \| Japón \| オリビアちゃんの大冒険 \| 22 de julio de 1989 \| |                                               |                         |
| País | Título                                        | Fecha de Estreno        |
| Estados Unidos | The Great Mouse Detective                     | 2 de julio de 1986      |
| Reino Unido | Basil, the Great Mouse Detective              | 10 de octubre de 1986   |
| Francia | Basil, détective privé                        | 26 de noviembre de 1986 |
| Suecia | Mästerdetektiven Basil Mus                    | 28 de noviembre de 1986 |
| Canada | Basil, le grand détective des souris          | 2 de diciembre de 1986  |
| Alemán | Basil, der große Mäusedetektiv                | 4 de diciembre de 1986  |
| Dinamarca | Mesterdetektiven Basil Mus                    | 5 de diciembre de 1986  |
| España | Basil, el ratón superdetective                | 5 de diciembre de 1986  |
| Países Bajos | De Speurneuzen                                | 18 de diciembre de 1986 |
| Finlandia | Basil Hiiri – Mestarietsivä                   | 19 de diciembre de 1986 |
| Portugal | Rato Basílio - O Grande Mestre dos Detectives | 19 de diciembre de 1986 |
| Brasil | As Peripécias do Ratinho Detetive             | 25 de diciembre de 1986 |
| Italia | Basil l'investigatopo                         | 16 de abril de 1987     |
| México e Hispanoamérica | Policías y ratones                            | 2 de jullo de 1987      |
| Japón | オリビアちゃんの大冒険                        | 22 de julio de 1989     |